# San Rocco (Tirano)

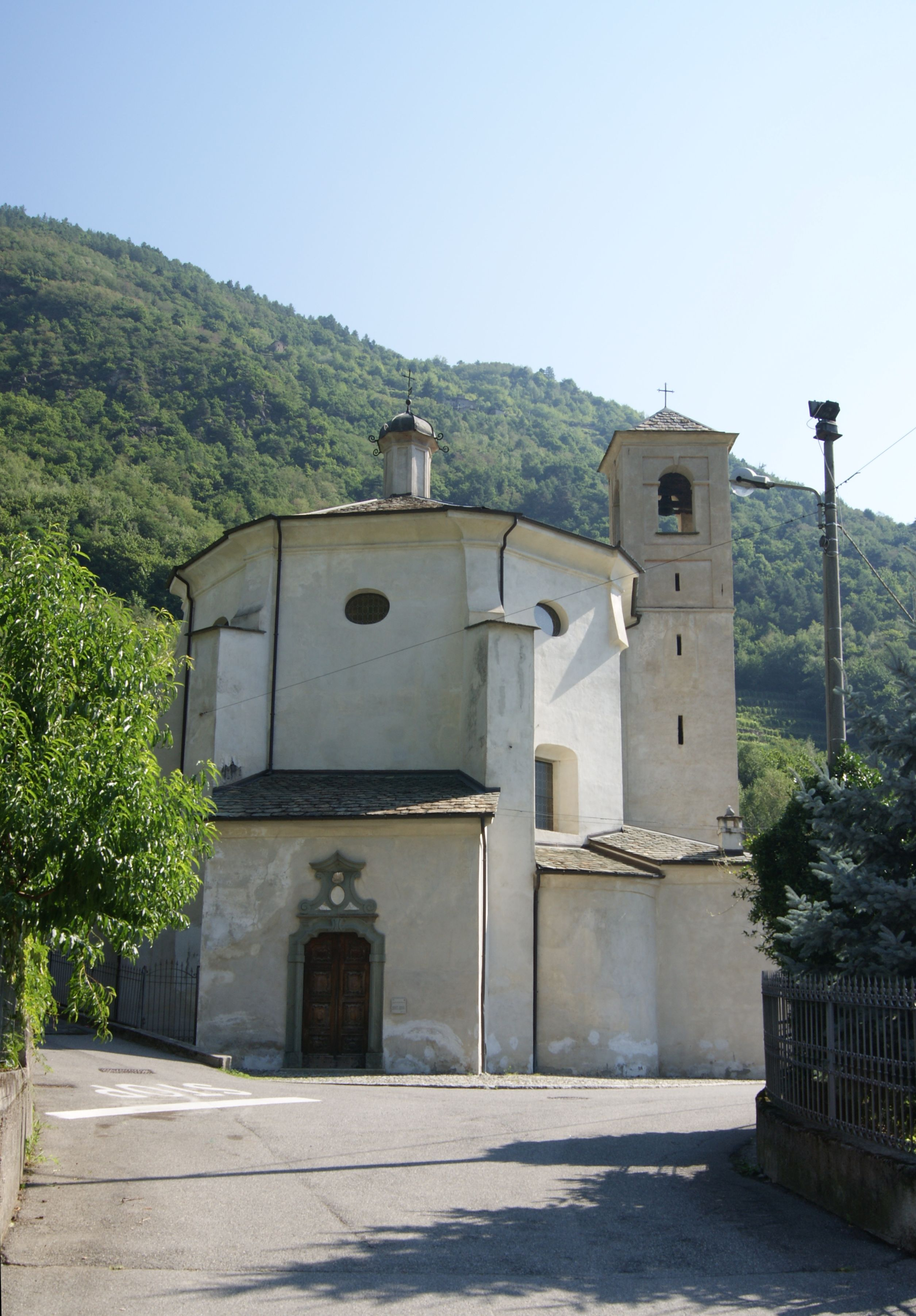
San Rocco in Tirano. Blick nach Osten

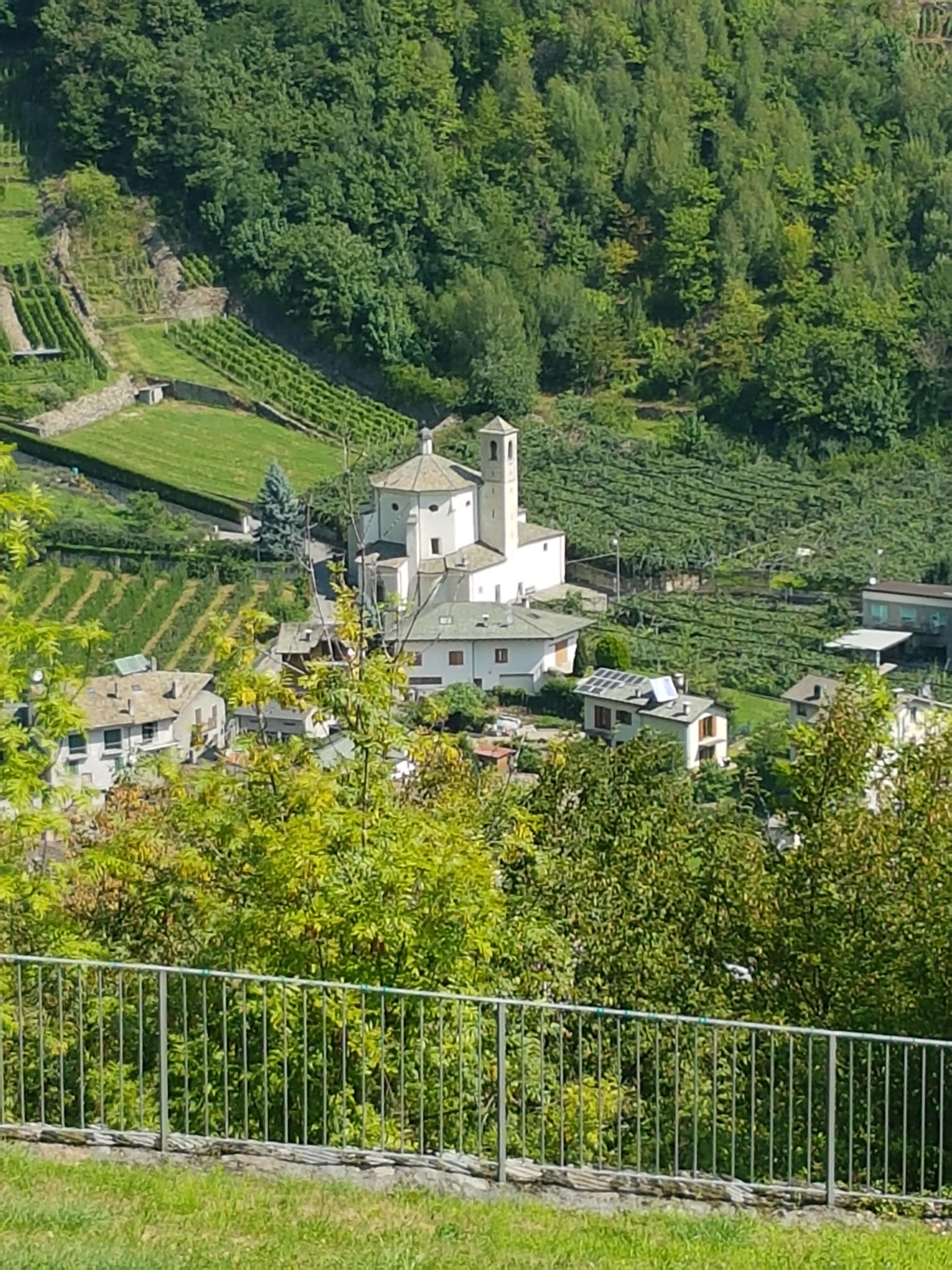
San Rocco in Tirano. Blick von Santa Perpetua

San Rocco ist eine römisch-katholische Filialkirche in Tirano am Eingang des Puschlavs, nahe der Schweizer Grenze in der italienischen Provinz Sondrio, Region Lombardei und steht heute am Ortsrand. Die Votivkirche gehört zur Kirchenregion Lombardei, dem Bistum Como, und ist dem heiligen Rochus von Montpellier gewidmet.

## Lage
Die Kirche San Rocco steht in der Via San Rocco auf etwa 467 m s.l.m. nicht weit vom Poschiavino, rund 550 m von der Basilika Madonna di Tirano entfernt. Zur Altstadt von Tirano sind es ca. 1,8 km Luftlinie und zur Schweizer Grenze rund 1 km bzw. nach Campocologn ca. 1,5 km. Östlich, oberhalb von San Rocco etwa 870 m Luftlinie entfernt, liegt das Dörfchen Roncaiola auf 802 m. ü. M.

## Geschichte
Der Überlieferung zufolge sollte das Gebäude 1526 oder 1531 im Auftrag von Gian Giacomo Medici (Neffe von Papst Pius IV.) als eine kleine Festung gebaut werden, um in weiterer Folge die Kontrolle über das Veltlin bzw. Valchiavenna und damit einen Teil von Graubünden wieder zu erlangen. Gian Giacomo Medici habe einen Abgesandten als Mönch verkleidet nach Tirano geschickt, um die Bevölkerung zu überzeugen, eine Kirche zu errichten, die dem Schutzpatron der Pestopfer gewidmet werden soll. In Wirklichkeit jedoch sollte ein kleiner Militärstützpunkt angelegt werden. Die Einwohner von Tirano erkannten die Absicht nach Beginn des Baues und blockierten den Weiterbau und vertrieben den angeblichen Mönch. Noch 1589 wird von Bischof Felizian Ninguarda die Kirche als „imperfecta“ bezeichnet. San Rocco wurde erst zu einem späteren Zeitpunkt von den Einwohnern von Tirano als Kirche unter finanziellem Beitrag der Familie Salis fertiggestellt.

## Beschreibung
Aus dieser ursprünglichen Konzeption als Wehrbau soll die Kirche von San Rocco ihre charakteristische achteckige Form erhalten haben. Die Strebepfeiler der Kirche sind sehr massiv ausgeführt. Durch die achteckige Form erhält der Kirchenbau aber auch die Form eines Tempels. Eine ebenfalls achteckige Form hat die Kirche Mariano Spasmo im Zentrum von Tirano.
Das Kirchenportal aus Stein mit Inlays trägt das Datum 1751 sowie die lateinische Inschrift AB UTRAQUE LUE PROTEGE NOS (dt. etwa: Schütze unsere beiden Flügel. Flügel im Sinne von Körper und Seele).
Das achteckige Hauptgebäude bildet eine große Halle mit abwechselnd quadratischen und halbrunden Kapellen. Die Ecken werden innen von schlanken Pilastern gestaltet, die ein Gesims tragen, auf denen das Sterngewölbe aufgesetzt ist. Rundfenster in den Lünetten sorgen für eine natürliche Belichtung des Raums.
Die Einrichtung ist auf eine Kanzel und einfache Beichtstühle reduziert. Auf dem Hochaltar steht eine Statue des heiligen Rochus. Auf dem Seitenaltar stehen zwei Statuen von Bischöfen und ein Altarbild mit der Jungfrau Maria mit Kind und sind Heilige abgebildet. Ursprünglich sollen auch Fresken vorhanden gewesen sein, die von Bischof Agostino Maria Neuroni 1752 noch erwähnt werden, die jedoch nicht mehr sichtbar sind.
Ein Ölbild zeigt Christus am Kreuz zwischen dem heiligen Sebastian, der Gottesmutter, dem heiligen Franz von Assisi und dem heiligen Rochus. Es wird davon ausgegangen, dass es während der Pestepidemie von 1635 bis 1637 in Auftrag gegeben wurde. Im Hintergrund wird vermutlich ein Panorama von Tirano zur damaligen Zeit dargestellt.
Der Campanile wurde 1645 an der Südfront errichtet. Weitere Nebengebäude flankieren den Kirchenbau.
Die Kirche wird immer noch gottesdienstlich genutzt.